# Quillan
Quillan è un comune francese di 3 513 abitanti situato nel dipartimento dell'Aude nella regione dell'Occitania.
Dal 1º gennaio 2016 ha acquisito per fusione il comune di Brenac.

## Storia

### Simboli
I birilli (in francese quilles) richiamano il nome del comune. D'Hozier, nel suo Armorial Général de France del 1696 riporta per Quillan uno scudo inquartato d'azzurro e d'oro, al bisante-tortello dell'uno nell'altro.

Stemma del comune di Quillan
Stemma antico (1696)

## Società

### Evoluzione demografica
Abitanti censiti